# 马文鼎
马文鼎（1919年—），男，回族，青海循化人，中华人民共和国政治人物，曾任青海省农林厅副厅长，青海省人大常委会副主任，第二届全国政协委员。